# Marmeladros
Marmeladros (Rosa bella) är en art i familjen rosväxter från Kina. Odlas sällsynt som trädgårdsväxt i Sverige.
Bildar lövfällande buskar som blir 1–3 m höga. Grenarna är rundade, slanka med utspridda taggar, vilka är raka till något krökta, till 1 cm långa, med bred bas. Äldre grenar är ofta tätt taggita. Bladen blir 4–11 cm långa, stipler breda, bladskaften och mittnerv kala till något ulliga med taggar och ibland med sparsamma glandelhår. DSmåbladen är 7–9, sällan fem, elliptiska till äggrunda till avlånga, 1–3 × 0,6–2 cm, kala eller sparsamt håriga, eller glandelhåriga längs nerverna. Basen är rundad och spetsarna är spetsiga till trubbiga. Blommorna är doftande och sitter ensamma eller 2–3 och blir 2–5 cm i diameter. Blomskaften blir 5–10 mm långa. Foderbladen är smalt äggrunda, bladlika. Kronbladen är rosa. Nyponen blir djupt röda och är elliptiska till äggrunda, 1–1,5 cm i diameter men en kort nacke i toppen och med kvarsittande foderblad. Blommar tidigt.
Två under arter urskiljs:
- var. bella har blommor som blir 4–5 cm i diameter; blomskaft och fruktämne är glandelhårigt.
- var. nuda har mindre blommor, 2–3 i diameter; blomskaft och fruktämne är kala.

## Synonymer
- Rosa	bella f. pallens Rehder & Wilson = var. bella